# Matta angelomachadoi
Matta angelomachadoi är en spindelart som beskrevs av Antonio D. Brescovit 2005. Matta angelomachadoi ingår i släktet Matta och familjen Tetrablemmidae. Inga underarter finns listade i Catalogue of Life.